# Conus sugimotonis
Conus sugimotonis е вид охлюв от семейство Conidae. Видът не е застрашен от изчезване.

## Разпространение и местообитание
Разпространен е в Австралия (Коралови острови и Куинсланд), Провинции в КНР, Тайван, Филипини и Япония.
Обитава пясъчните дъна на морета. Среща се на дълбочина от 285 до 320 m, при температура на водата от 17,1 до 17,4 °C и соленост 35,5 ‰.